# 臺灣迪盲蝽
臺灣迪盲蝽（学名：Dimia formosana）为盲蝽科迪盲蝽屬下的一个种。